# Тоттори (префектура)
Тоттори (яп. 鳥取県 Тоттори-кэн) — префектура, расположенная в регионе Тюгоку на острове Хонсю, Япония. Площадь префектуры составляет 3507,28 км², население — 574 301 человек (1 августа 2014), плотность населения — 163,75 чел./км². Административный центр префектуры — город Тоттори.

## Административно-территориальное деление
В префектуре Тоттори расположено четыре города и пять уездов (14 посёлков и одно село).

### Города
Список городов префектуры:
- Йонаго;
- Кураёси;
- Сакаиминато;
- Тоттори.

### Уезды
Посёлки и сёла по уездам:
| - Ивами; - Ивами; - Ядзу; - Вакаса; - Тидзу; - Ядзу; | - Тохаку; - Котоура; - Мисаса; - Хокуэй; - Юрихама; | - Сайхаку; - Дайсен; - Намбу; - Хиэдзу; - Хоки; | - Хино; - Кофу; - Нитинан; - Хино. |

## Символика
Эмблема префектуры официально провозглашена 23 октября 1968 года. Она представляет собой стилизованный символ хираганы «то» (яп. と), напоминающий летящую птицу. Эмблема символизирует свободу, мир и развитие префектуры.
Цветок префектуры был выбран в 1954 году компанией NHK, Всеяпонской туристической ассоциацией и обществом любителей растений. Им стал цветок грушелистной груши. Общество защиты птиц префектуры избрало мандаринку птицей префектуры в 1964 году. Рыбой стал ложный палтус (1990).

## Население
Префектура Тоттори является наименее населённой префектурой Японии/
Население префектуры по годам:
- 1920: 455 000
- 1930: 489 000
- 1940: 484 000
- 1950: 600 000
- 1960: 599 000
- 1970: 569 000
- 1980: 604 000
- 1990: 616 000
- 2000: 613 289
- 2010: 588 667
- 2020: 560 517

## Экономика
Основная отрасль префектуры — сельское хозяйство.В префектуре Тоттори сосредоточено большое количество сельскохозяйственных угодий, и ее продукция отправляется в крупные города Японии. Некоторые из известных продуктов - груша наши (грушелистная груша), китайский ямс, китайский лук, лук-батун и арбузы. Префектура также является крупным производителем риса. 